# معبد اوایشی
معبد اُوایشی، اُوایشی جینجا (به ژاپنی: 大石神社) به دو معبدی گفته می‌شود که برای احترام و عبادت چهل و هفت رونینی که در حادثه آکو شرکت داشتند، در کیوتو و آکو، هیوگو در ژاپن ساخته شده‌است. در دوره ادو، امکان بزرگداشت چهل و هفت رونین وجود نداشت، اما در سال ۱۸۶۸ (اولین سال دوره میجی)، پس از آنکه امپراتور میجی یک پیام‌رسان، به جایی که مقبره آکوروشی/رونین‌ها در آنجا بود، معبد سنگاکو فرستاد و تسلیت و همدردی خود را با آنان نشان داد. دو معبد در آکو و کیوتو ساخته شد.